# Nati nel 1977/Ottobre
| Questa pagina contiene informazioni ricavate automaticamente dalle voci biografiche con l'ausilio del template Bio e di un bot. L'aggiornamento è periodico e automatico e ricostruisce completamente la pagina. Se manca una persona in questa lista, sei pregato di non aggiungerla, ma accertati piuttosto che la sua voce biografica contenga il template Bio e che i dati anagrafici siano correttamente compilati. Se il template Bio manca, inseriscilo tu stesso o, in alternativa, metti l'avviso {{tmp\|Bio}} che ne segnala la mancanza. Se i dati riportati sono sbagliati, correggi direttamente la voce biografica; le modifiche saranno visibili in questa lista entro pochi giorni. Per chiarimenti vedi il progetto biografie. La lista contiene solo le 322 persone che sono citate nell'enciclopedia e per le quali è stato implementato correttamente il template Bio. Pagina aggiornata al 10 giu 2025. |

- 1º ottobre - Christian Carlassare, vescovo cattolico e missionario italiano
- 1º ottobre - Christian Corona, giocatore di curling italiano
- 1º ottobre - Clint Easton, ex calciatore inglese
- 1º ottobre - Bob Evans, cantante australiano
- 1º ottobre - Eleonora Gaggioli, attrice televisiva e ex modella italiana
- 1º ottobre - Fabio Grossi, ex ballerino italiano
- 1º ottobre - Alejandro Hernández, ex tennista messicano
- 1º ottobre - Elena Lietti, attrice italiana
- 1º ottobre - Mikayel Minasyan, diplomatico armeno
- 1º ottobre - Dwight Phillips, ex lunghista statunitense
- 1º ottobre - William Priddy, pallavolista statunitense
- 1º ottobre - Hernán Senillosa, rugbista a 15 argentino
- 1º ottobre - Christel Takigawa, conduttrice televisiva e annunciatrice televisiva giapponese
- 1º ottobre - Matthew Wilson, dirigente sportivo e ex ciclista su strada australiano
- 2 ottobre - Patrick Barul, ex calciatore francese
- 2 ottobre - Carlos Bonet Cáceres, ex calciatore paraguaiano
- 2 ottobre - Didier Défago, ex sciatore alpino svizzero
- 2 ottobre - Alessandro Garbin, personaggio televisivo e attore italiano († 2009)
- 2 ottobre - Lindsay Gottlieb, ex cestista e allenatrice di pallacanestro statunitense
- 2 ottobre - Andreas Helgstrand, cavaliere danese
- 3 ottobre - Danny Basham, ex wrestler statunitense
- 3 ottobre - Marco Fritz, arbitro di calcio tedesco
- 3 ottobre - Meftah Ghazalla, ex calciatore libico
- 3 ottobre - Hassan Johnson, attore statunitense
- 3 ottobre - Isaiah Kacyvenski, ex giocatore di football americano statunitense
- 3 ottobre - Rodrigo Meléndez, allenatore di calcio e ex calciatore cileno
- 3 ottobre - Antoine Mercier, schermidore francese
- 3 ottobre - Clemens Meyer, scrittore tedesco
- 3 ottobre - Vladimir Nikolov, allenatore di pallavolo e ex pallavolista bulgaro
- 3 ottobre - Luca Tognozzi, allenatore di calcio e ex calciatore italiano
- 4 ottobre - Serge Dié, ex calciatore ivoriano
- 4 ottobre - Peter Hanson, golfista svedese
- 4 ottobre - Janette Hargin, ex sciatrice alpina svedese
- 4 ottobre - Ana Johnsson, cantante svedese
- 4 ottobre - Bartłomiej Macieja, scacchista polacco
- 4 ottobre - Mauro Morri, ex cestista italiano
- 4 ottobre - Richard Reed Parry, musicista, polistrumentista e compositore canadese
- 4 ottobre - Francesco Scuderi, ex velocista italiano
- 4 ottobre - Najat Vallaud-Belkacem, politica francese
- 5 ottobre - Christian Bassila, ex calciatore francese
- 5 ottobre - Hugleikur Dagsson, artista e fumettista islandese
- 5 ottobre - Tyrone Ellis, ex cestista e allenatore di pallacanestro statunitense
- 5 ottobre - José Fernando Fumagalli, ex calciatore brasiliano
- 5 ottobre - Quiara Alegría Hudes, drammaturga, paroliera e sceneggiatrice statunitense
- 5 ottobre - Andreas Kaplan, economista tedesco
- 5 ottobre - Edina Knapek, schermitrice ungherese
- 5 ottobre - Pietro Marchese, scultore italiano
- 5 ottobre - Valentina Marino, ex ginnasta italiana
- 5 ottobre - Chad McCarty, allenatore di calcio e ex calciatore statunitense
- 5 ottobre - Park Byung-joo, ex calciatore sudcoreano
- 5 ottobre - Vinnie Paz, rapper e produttore discografico italiano
- 5 ottobre - Luke Roberts, attore britannico
- 5 ottobre - Konstantin Zyrjanov, allenatore di calcio e ex calciatore russo
- 6 ottobre - Gülşah Akkaya, ex cestista turca
- 6 ottobre - Rashard Anderson, giocatore di football americano statunitense († 2022)
- 6 ottobre - Imen Ben Othmane, ex cestista tunisina
- 6 ottobre - Daniel Brière, ex hockeista su ghiaccio canadese
- 6 ottobre - Fabio Carta, ex pattinatore di short track italiano
- 6 ottobre - Ike Charlton, ex giocatore di football americano statunitense
- 6 ottobre - Joshua Clottey, pugile ghanese
- 6 ottobre - Shimon Gershon, ex calciatore israeliano
- 6 ottobre - José González Ferrer, ex nuotatore portoricano
- 6 ottobre - Michiaki Kakimoto, ex calciatore giapponese
- 6 ottobre - Andrei Kalimullin, allenatore di calcio e ex calciatore estone
- 6 ottobre - Ibrahima Koné, ex calciatore maliano
- 6 ottobre - Vladimir Mančev, allenatore di calcio e ex calciatore bulgaro
- 6 ottobre - Sylvester Morris, ex giocatore di football americano statunitense
- 6 ottobre - Wes Ramsey, attore statunitense
- 6 ottobre - Carola Schouten, politica olandese
- 6 ottobre - Lisa Sparxxx, ex attrice pornografica statunitense
- 6 ottobre - Francis Suarez, politico e avvocato statunitense
- 6 ottobre - Maurice Sunguti, ex calciatore keniota
- 6 ottobre - Daniel Tshabalala, ex calciatore sudafricano
- 7 ottobre - Dominique Bosshart, ex taekwondoka canadese
- 7 ottobre - Meighan Desmond, attrice neozelandese
- 7 ottobre - Éder Gaúcho, ex calciatore brasiliano
- 7 ottobre - Joachim Ekanga-Ehawa, ex cestista camerunese
- 7 ottobre - Lapo Elkann, imprenditore e socialite italiano
- 7 ottobre - Napoleon, rapper e attore statunitense
- 7 ottobre - Pitty, cantante brasiliana
- 7 ottobre - Brandon Quinn, attore statunitense
- 7 ottobre - Ivan Usov, ex nuotatore russo
- 7 ottobre - Han Zenki, goista taiwanese
- 7 ottobre - Sébastien de Chaunac, ex tennista francese
- 8 ottobre - Madelon Baans, ex nuotatrice olandese
- 8 ottobre - Dmitrij Borodin, ex calciatore russo
- 8 ottobre - Anne-Caroline Chausson, ex ciclista di BMX e mountain biker francese
- 8 ottobre - Enrico Fontanelli, tastierista, compositore e produttore discografico italiano († 2014)
- 8 ottobre - Mitsuru Hattori, fumettista giapponese
- 8 ottobre - Reese Hoffa, pesista statunitense
- 8 ottobre - Sylvain Mainier, ex cestista francese
- 8 ottobre - Mark Nielsen, tennista neozelandese
- 8 ottobre - Duncan Pow, attore britannico
- 8 ottobre - Zahari Sirakov, ex calciatore bulgaro
- 8 ottobre - Sergej Ulegin, canoista russo
- 8 ottobre - Andy Williams, ex calciatore inglese
- 9 ottobre - Emanuele Belardi, dirigente sportivo e ex calciatore italiano
- 9 ottobre - Mehmet Dragusha, allenatore di calcio e calciatore albanese
- 9 ottobre - Karine Elharrar, politica israeliana
- 9 ottobre - Yaki Kadafi, rapper statunitense († 1996)
- 9 ottobre - Miikka Multaharju, ex calciatore finlandese
- 9 ottobre - Brian Roberts, ex giocatore di baseball statunitense
- 9 ottobre - Petri Vehanen, ex hockeista su ghiaccio finlandese
- 10 ottobre - Alberto Cisolla, ex pallavolista italiano
- 10 ottobre - Milena Flores, ex cestista e allenatrice di pallacanestro statunitense
- 10 ottobre - Guido Iuculano, sceneggiatore italiano
- 10 ottobre - Sanel Kuljić, ex calciatore austriaco
- 10 ottobre - Lubjan, cantautrice italiana
- 10 ottobre - Shin'ya Nakano, pilota motociclistico giapponese
- 10 ottobre - Nam Ki-sung, ex calciatore sudcoreano
- 10 ottobre - Manila Nazzaro, conduttrice televisiva, conduttrice radiofonica e attrice teatrale italiana
- 10 ottobre - KJ Sawka, batterista, polistrumentista e produttore discografico statunitense
- 10 ottobre - Ali Suliman, attore palestinese
- 10 ottobre - Frederik Vanderbiest, allenatore di calcio e ex calciatore belga
- 10 ottobre - Brandon Vera, ex artista marziale misto statunitense
- 10 ottobre - Nova Widianto, giocatore di badminton indonesiano
- 10 ottobre - Avondale Williams, calciatore e allenatore di calcio anglo-verginiano
- 11 ottobre - Igor Figueiredo, giocatore di snooker brasiliano
- 11 ottobre - Martín Astudillo, allenatore di calcio e ex calciatore argentino
- 11 ottobre - Iris Bahr, attrice e comica israeliana
- 11 ottobre - Elena Berežnaja, ex pattinatrice artistica su ghiaccio russa
- 11 ottobre - Matt Bomer, attore statunitense
- 11 ottobre - Micaela Campana, politica italiana
- 11 ottobre - Laura Gallego García, scrittrice spagnola
- 11 ottobre - Marcus Goree, ex cestista statunitense
- 11 ottobre - Adam Heidt, ex slittinista statunitense
- 11 ottobre - Sharon Hunt, cavallerizza britannica
- 11 ottobre - Jérémie Janot, allenatore di calcio e ex calciatore francese
- 11 ottobre - Desmond Mason, ex cestista statunitense
- 11 ottobre - Antiopī Melidōnī, pallanuotista greca
- 12 ottobre - Bashar Abdullah, ex calciatore kuwaitiano
- 12 ottobre - Oleksandr Bereš, ginnasta ucraino († 2004)
- 12 ottobre - Vyaçeslav Bogatıryov, ex calciatore kazako
- 12 ottobre - Andrej Čičkin, ex calciatore russo
- 12 ottobre - Errol McFarlane, ex calciatore trinidadiano
- 12 ottobre - Bode Miller, ex sciatore alpino statunitense
- 12 ottobre - Manuel Neira, ex calciatore cileno
- 12 ottobre - Vita Palamar, ex altista ucraina
- 12 ottobre - Gabriele Pignotta, regista e attore italiano
- 12 ottobre - Markus Schmidt, ex calciatore austriaco
- 12 ottobre - Javier Toyo, ex calciatore venezuelano
- 12 ottobre - Ivano Trotta, allenatore di calcio e ex calciatore italiano
- 13 ottobre - Quincy Carter, ex giocatore di football americano statunitense
- 13 ottobre - DJ Paul, rapper, produttore discografico e disc jockey statunitense
- 13 ottobre - Antonio Di Natale, ex calciatore italiano
- 13 ottobre - Susanne Hennig-Wellsow, politica tedesca
- 13 ottobre - Sarah M'Barek, allenatrice di calcio e ex calciatrice francese
- 13 ottobre - Andrea Mari, fantino italiano († 2021)
- 13 ottobre - Ivan Medvid, ex calciatore bosniaco
- 13 ottobre - Eefke Mulder, hockeista su prato olandese
- 13 ottobre - Kaliappan Nanthakumar, calciatore malese
- 13 ottobre - Robert Nippoldt, illustratore tedesco
- 13 ottobre - Paul Pierce, ex cestista statunitense
- 13 ottobre - Eduardo Ramírez Aguilar, politico messicano
- 13 ottobre - Kiele Sanchez, attrice statunitense
- 13 ottobre - Hélder Sousa, ex calciatore portoghese
- 13 ottobre - Giulia Troiano, attrice italiana
- 13 ottobre - Katrin Wagner, canoista tedesca
- 14 ottobre - Cyril Abiteboul, ingegnere e dirigente d'azienda francese
- 14 ottobre - Aaron Armstrong, velocista trinidadiano
- 14 ottobre - Zoran Banović, ex calciatore montenegrino
- 14 ottobre - Bianca Beauchamp, modella e attrice pornografica canadese
- 14 ottobre - Joey Didulica, ex calciatore croato
- 14 ottobre - Virva Junkkari, ex calciatrice finlandese
- 14 ottobre - Kojiro Kaimoto, ex calciatore giapponese
- 14 ottobre - Angelo Lancelotti, pilota automobilistico italiano
- 14 ottobre - Asier Maeztu, ex pistard spagnolo
- 14 ottobre - Domenico Marino, carabiniere italiano
- 14 ottobre - Violetta Oblinger Peters, canoista austriaca
- 14 ottobre - Andrés Pelussi, ex cestista argentino
- 14 ottobre - Adam Pengilly, skeletonista britannico
- 14 ottobre - Clive Platt, ex calciatore inglese
- 14 ottobre - Kelly Schumacher, ex cestista, ex pallavolista e allenatrice di pallacanestro statunitense
- 14 ottobre - Remy Shand, cantautore e compositore canadese
- 14 ottobre - Peter Sohn, regista e doppiatore statunitense
- 14 ottobre - Juan Ernesto Soto, arbitro di calcio argentino
- 14 ottobre - Daniel Torres, ex calciatore costaricano
- 14 ottobre - Jun Uchida, ex calciatore giapponese
- 14 ottobre - Tania Young, conduttrice televisiva francese
- 15 ottobre - David Trezeguet, ex calciatore francese
- 15 ottobre - Patricio Urrutia, ex calciatore ecuadoriano
- 16 ottobre - Sebastián Bértoli, ex calciatore argentino
- 16 ottobre - Marco Brugnerotto, politico italiano
- 16 ottobre - Lucy Ejike, sollevatrice nigeriana
- 16 ottobre - Jon Heder, attore statunitense
- 16 ottobre - José Juan Luque, ex calciatore spagnolo
- 16 ottobre - John Mayer, cantautore e chitarrista statunitense
- 16 ottobre - Kossi Noutsoudje, ex calciatore togolese
- 16 ottobre - Tamara Müller, ex sciatrice alpina svizzera
- 16 ottobre - Björn Otto, ex astista tedesco
- 16 ottobre - Amanda Tepe, attrice statunitense
- 16 ottobre - Thorwald Veneberg, ex ciclista su strada olandese
- 16 ottobre - Laura Wade, drammaturga e sceneggiatrice britannica
- 17 ottobre - Rory Allen, ex calciatore inglese
- 17 ottobre - Dudu Aouate, ex calciatore israeliano
- 17 ottobre - Alimi Ballard, attore statunitense
- 17 ottobre - Walter Calderón, ex calciatore ecuadoriano
- 17 ottobre - Noureddine Kacemi, ex calciatore marocchino
- 17 ottobre - Ryan McGinley, fotografo statunitense
- 17 ottobre - Laura Regan, attrice canadese
- 17 ottobre - Biljana Topić, triplista serba
- 17 ottobre - André Villas-Boas, dirigente sportivo portoghese
- 17 ottobre - Stephen Wooldridge, pistard australiano († 2017)
- 17 ottobre - Manuela Zanchi, ex pallanuotista italiana
- 18 ottobre - Piero Basile, allenatore di calcio a 5 e ex giocatore di calcio a 5 italiano
- 18 ottobre - Alvin, conduttore televisivo, conduttore radiofonico e artista italiano
- 18 ottobre - Samir Duro, ex calciatore bosniaco
- 18 ottobre - Håkon Haga, giocatore di calcio a 5 e ex calciatore norvegese
- 18 ottobre - Chris McKenna, attore statunitense
- 18 ottobre - Terrell McIntyre, ex cestista statunitense
- 18 ottobre - Ryan Nelsen, allenatore di calcio e ex calciatore neozelandese
- 18 ottobre - Isidro Nozal, ex ciclista su strada spagnolo
- 18 ottobre - Paul Stalteri, allenatore di calcio e ex calciatore canadese
- 18 ottobre - Paweł Zagumny, ex pallavolista polacco
- 19 ottobre - Habib Beye, allenatore di calcio e ex calciatore senegalese
- 19 ottobre - Tina Dico, cantante e cantautrice danese
- 19 ottobre - Filippo Furiani, calciatore italiano
- 19 ottobre - Henry Quinteros, ex calciatore peruviano
- 19 ottobre - Jason Reitman, regista, sceneggiatore e produttore cinematografico canadese
- 19 ottobre - David Rubín, scrittore e fumettista spagnolo
- 19 ottobre - Raúl Tamudo, ex calciatore spagnolo
- 19 ottobre - Tatiana Zorri, allenatrice di calcio, ex calciatrice e ex giocatrice di calcio a 5 italiana
- 20 ottobre - Ester Balassini, ex martellista italiana
- 20 ottobre - Hanke Bruins Slot, politica olandese
- 20 ottobre - Kalin Dedikov, pilota di rally bulgaro
- 20 ottobre - Heo Sung-tae, attore sudcoreano
- 20 ottobre - Nick Hodgson, batterista e cantautore inglese
- 20 ottobre - Matt Jansen, ex calciatore inglese
- 20 ottobre - Leila Josefowicz, violinista canadese
- 20 ottobre - Terrence Lasker, schermidore statunitense
- 20 ottobre - Hun Manet, politico e generale cambogiano
- 20 ottobre - Paul McKenna, ex calciatore inglese
- 20 ottobre - Giuseppe Tranquillino Minerva, compositore e cantautore italiano
- 20 ottobre - Tebogo Mothusi, ex calciatore botswano
- 20 ottobre - Zoie Palmer, attrice canadese
- 20 ottobre - Sam Witwer, attore, doppiatore e musicista statunitense
- 20 ottobre - Yu Shumei, ex biatleta cinese
- 21 ottobre - Nick Begich III, politico statunitense
- 21 ottobre - Julieta Cardinali, attrice argentina
- 21 ottobre - Chae Jung-an, attrice e cantante sudcoreana
- 21 ottobre - Aleandro Di Paolo, arbitro di calcio italiano
- 21 ottobre - Kenji Fukuda, ex calciatore giapponese
- 21 ottobre - Christian Ilzer, allenatore di calcio austriaco
- 21 ottobre - Emeka Mamale, calciatore della Repubblica Democratica del Congo († 2020)
- 21 ottobre - David Clayton Rogers, attore statunitense
- 21 ottobre - Bryant Smith, ex cestista statunitense
- 21 ottobre - Mark Wilkinson, rugbista a 15, imprenditore e preparatore atletico britannico
- 21 ottobre - Guia Zapponi, attrice italiana
- 22 ottobre - Adrián Berbia, ex calciatore uruguaiano
- 22 ottobre - Gabriele Gardel, pilota automobilistico svizzero
- 22 ottobre - Tugan Sochiev, direttore d'orchestra russo
- 22 ottobre - Roland Varga, discobolo ungherese
- 22 ottobre - Walter Villalba, ex giocatore di calcio a 5 paraguaiano
- 23 ottobre - Casey Frank, ex cestista statunitense
- 23 ottobre - Aleksandre Iashvili, ex calciatore georgiano
- 23 ottobre - Nick Vincent Murphy, sceneggiatore e regista irlandese
- 23 ottobre - Olatunde Osunsanmi, regista, produttore cinematografico e produttore televisivo statunitense
- 23 ottobre - Stefano Scandaletti, attore, regista teatrale e cantautore italiano
- 23 ottobre - Tininho, ex calciatore brasiliano
- 24 ottobre - Iván Ania, allenatore di calcio e ex calciatore spagnolo
- 24 ottobre - San Quinn, rapper statunitense
- 24 ottobre - David Callaham, sceneggiatore statunitense
- 24 ottobre - Guillermo Falasca, allenatore di pallavolo e ex pallavolista spagnolo
- 24 ottobre - Rafael Furcal, ex giocatore di baseball dominicano
- 24 ottobre - Iván Kaviedes, ex calciatore ecuadoriano
- 24 ottobre - Álvaro Pintos, ex calciatore uruguaiano
- 24 ottobre - Marie-Hélène Prémont, ex mountain biker e ciclocrossista canadese
- 24 ottobre - Gabrielle Zevin, scrittrice e sceneggiatrice statunitense
- 25 ottobre - Rodolfo Bodipo, allenatore di calcio e ex calciatore spagnolo
- 25 ottobre - Diego Corrales, pugile statunitense († 2007)
- 25 ottobre - Ludovic Graugnard, allenatore di calcio francese
- 25 ottobre - Jamill Kelly, ex lottatore statunitense
- 25 ottobre - The Alchemist, beatmaker, produttore discografico e rapper statunitense
- 25 ottobre - Mitică Pricop, canoista rumeno
- 25 ottobre - Birgit Prinz, ex calciatrice e psicologa tedesca
- 25 ottobre - Pascal Renfer, ex calciatore svizzero
- 25 ottobre - Kateryna Serebrjans'ka, ex ginnasta ucraina
- 25 ottobre - Akiko Tanigawa, giocatrice di bowling giapponese
- 25 ottobre - Mihai Tararache, ex calciatore rumeno
- 25 ottobre - Sonia Viérin, ex sciatrice alpina italiana
- 26 ottobre - Evgenij Bezručenko, ex nuotatore russo
- 26 ottobre - Gianvito Casadonte, direttore artistico, produttore cinematografico e produttore teatrale italiano
- 26 ottobre - Louis Crayton, ex calciatore liberiano
- 26 ottobre - Rod Gardner, ex giocatore di football americano statunitense
- 26 ottobre - Oleh Jaščuk, ex calciatore ucraino
- 26 ottobre - Billy Keys, ex cestista e allenatore di pallacanestro statunitense
- 26 ottobre - Marisha Pessl, scrittrice statunitense
- 26 ottobre - René-Laurent Vuillermoz, ex biatleta italiano
- 26 ottobre - Beau Willimon, drammaturgo e sceneggiatore statunitense
- 27 ottobre - Sayed Abdel Hafeez, ex calciatore egiziano
- 27 ottobre - Giorgia Cardaci, attrice italiana
- 27 ottobre - Marco Carraretto, ex cestista e dirigente sportivo italiano
- 27 ottobre - Ricardo Chaves, allenatore di calcio e ex calciatore portoghese
- 27 ottobre - Sterling Davis, ex cestista e allenatore di pallacanestro statunitense
- 27 ottobre - Jiří Jarošík, ex calciatore ceco
- 27 ottobre - Zab Judah, pugile statunitense
- 27 ottobre - Luan Pinari, ex calciatore albanese
- 27 ottobre - Kumar Sangakkara, crickettista singalese
- 28 ottobre - Christoph Bieler, ex combinatista nordico austriaco
- 28 ottobre - Rolf-Christel Guié-Mien, ex calciatore congolese (Repubblica del Congo)
- 28 ottobre - Pao, artista italiano
- 28 ottobre - Sascha Rösler, ex calciatore tedesco
- 29 ottobre - Jon Abrahams, attore statunitense
- 29 ottobre - Jorge Sebastian Baratteri, ex calciatore argentino
- 29 ottobre - Nora Bicet, ex giavellottista cubana
- 29 ottobre - Juraj Czinege, ex calciatore slovacco
- 29 ottobre - Marco Di Gioia, conduttore televisivo, conduttore radiofonico e scrittore italiano
- 29 ottobre - Brendan Fehr, attore canadese
- 29 ottobre - Vaggelīs Kaounos, ex calciatore greco
- 29 ottobre - Leandro Simi, ex giocatore di calcio a 5 brasiliano
- 29 ottobre - Aistė Smilgevičiūtė, cantante lituana
- 30 ottobre - Emeka Ifejiagwa, ex calciatore nigeriano
- 30 ottobre - Valentina Romeo, fumettista, illustratrice e giocatrice di biliardo italiana
- 30 ottobre - Jördis Triebel, attrice tedesca
- 31 ottobre - Sylviane Félix, ex velocista francese
- 31 ottobre - Séverine Ferrer, cantante francese
- 31 ottobre - Chikara Fujimoto, ex calciatore giapponese
- 31 ottobre - Tore Holm, ex calciatore norvegese
- 31 ottobre - Yuki Inoue, ex calciatore giapponese
- 31 ottobre - Daniel Kelly, judoka e artista marziale misto australiano
- 31 ottobre - David Lilley, allenatore di calcio e ex calciatore scozzese
- 31 ottobre - Martina Pechová, ex cestista ceca